# Charitopes rugatus
Charitopes rugatus là một loài tò vò trong họ Ichneumonidae.